# Васильковский, Игорь Игоревич
Игорь Игоревич Василько́вский (укр. Васильковський Ігор Ігорович; род. 31 марта 1985) — народный депутат Украины IX созыва, с 5 сентября 2019 года — Глава подкомитета по вопросам морского транспорта Комитета Верховной Рады Украины по вопросам транспорта и инфраструктуры, основатель «Благотворительного фонда Игоря Васильковского», основатель «Краудфандинговой платформы „Na-Starte“». 3 ноября 2022 года Верховная Рада прекратила полномочия народных депутатов Васильковского И.И. и Рабиновича В.З., которых 18 июля 2022 года указом президента No 502/2022 были лишены гражданства Украины.
Кандидат юридических наук.

## Биография
Родился 31 марта 1985 года в городе Одесса. Получил три высших образования. Закончил «Национальный университет государственной налоговой службы Украины» по специальности «Правоохранительная деятельность» и юридический факультет Национального университета «Одесская юридическая академия». Также получил квалификацию менеджера внешнеэкономической деятельности в «Херсонском экономико-правовом институте».
- 2002—2006 — Курсант факультета налоговой милиции Академии государственной налоговой службы Украины.
- 2006—2007 — Помощник следователя отделения расследования уголовных дел следственного отдела налоговой милиции государственной налоговой администрации в Одесской области.
- 2007 — Оперуполномоченный оперативного отделения отдела налоговой милиции государственной налоговой инспекции в Овидиопольском районе Одесской области.
- 2007 — Оперуполномоченный отделения по борьбе с незаконным оборотом подакцизных товаров и других товаров оперативного отдела главного отдела налоговой милиции Специализированной государственной налоговой инспекции по работе с КПН в г. Одессе.
- 2007—2013 — Заместитель председателя совета директоров по общим вопросам ООО «ПСГ „Камбио-Инвест“».
- 2014—2015 — Оперуполномоченный отдела оперативного сопровождения администрирования НДС оперативного управления Специализированной государственной налоговой инспекции по обслуживанию крупных плательщиков в г. Одессе Межрегионального главного управления Миндоходов.
- С 2015 — по настоящее время Член наблюдательного совета ООО «ПСГ „Камбио-Инвест“».

25 июня 2019 года зарегистрирован кандидатом в народные депутаты Верховной Рады Украины по одномандатному избирательному округу № 139. Выдвижение состоялось от политической партии «Слуга Народа». С 29 августа 2019 года — Народный депутат Украины IX созыва. С 5 сентября 2019 года — Глава подкомитета по вопросам морского транспорта Комитета Верховной Рады Украины по вопросам транспорта и инфраструктуры.
26 февраля 2020 года — получил научную степень кандидата юридических наук, Частное высшее учебное заведение «Европейский университет».
Президент Зеленский лишил Валильковского своим указом 18 июля 2022 года гражданства, впоследствии Верховная Рада лишила Васильковского его мандата.

## Реализованные социальные проекты
- 2014 — Создание украинской «Краудфандинговой платформы „Na-Starte“».
- 2017 — Создание Музея бетона на территории своего предприятия. Фонд музея насчитывает более 2 500 уникальных экспонатов.
- 2017 — Создание филиала Строительной кафедры[6] Одесской государственной академии строительства и архитектуры на предприятии ООО «ПСГ „Камбио-Инвест“», где студенты проходят практику и реализуют собственные проекты.

## Личная жизнь
Женат. Воспитывает дочь.